# اخمیم
اخمیم نام شهر و شهرستانی در استان سوهاج مصر است. اخمیم نام شهری در ساحل شرقی نیل و شهرستانی در استان سوهاج مصراست. آثار شهر باستانی و یونانی با نوپولیس در آن دیده می‌شود. در دوران مسیحی به دیرهای فراوان شهرت یافت.

## نگارخانه

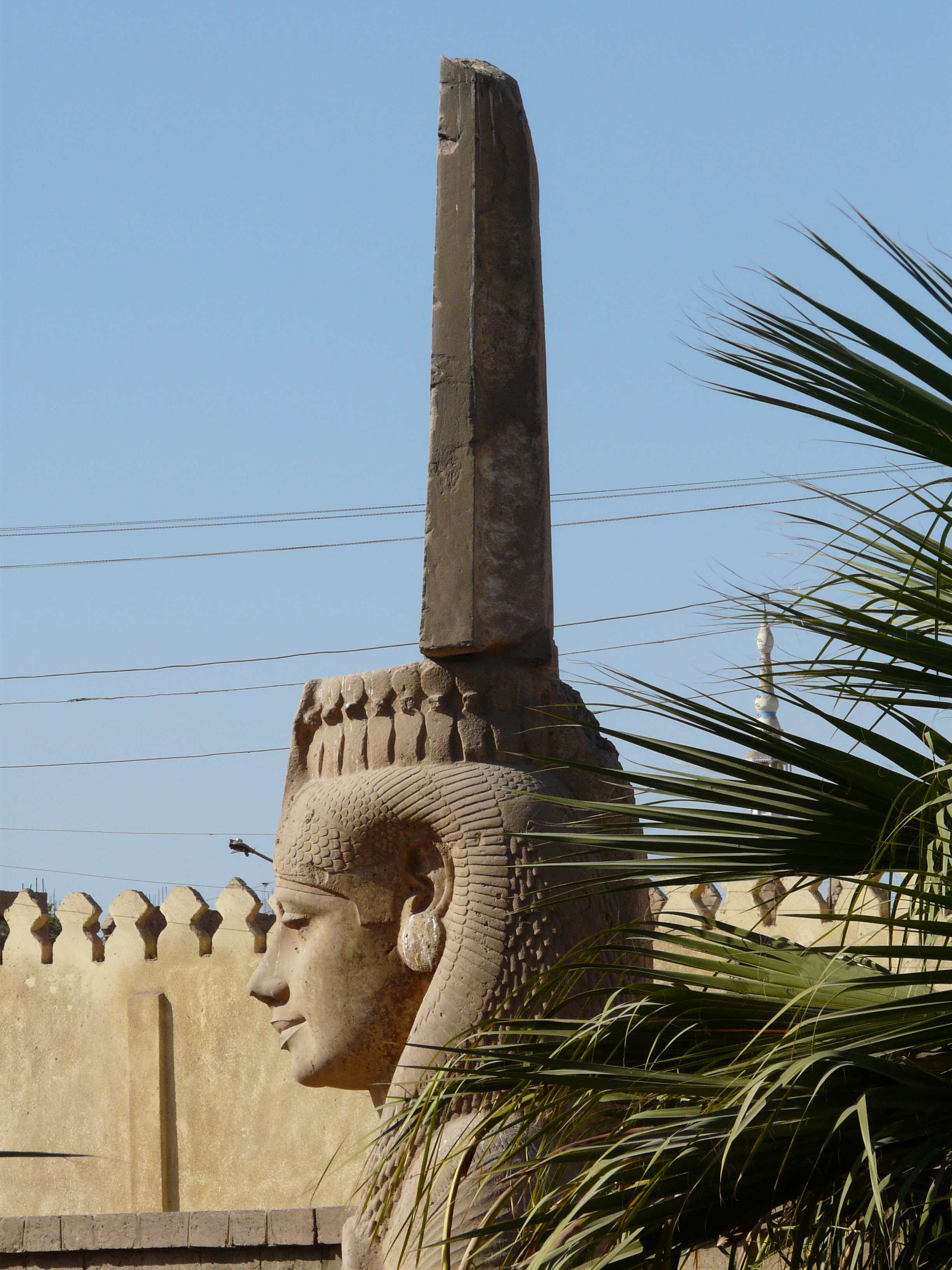
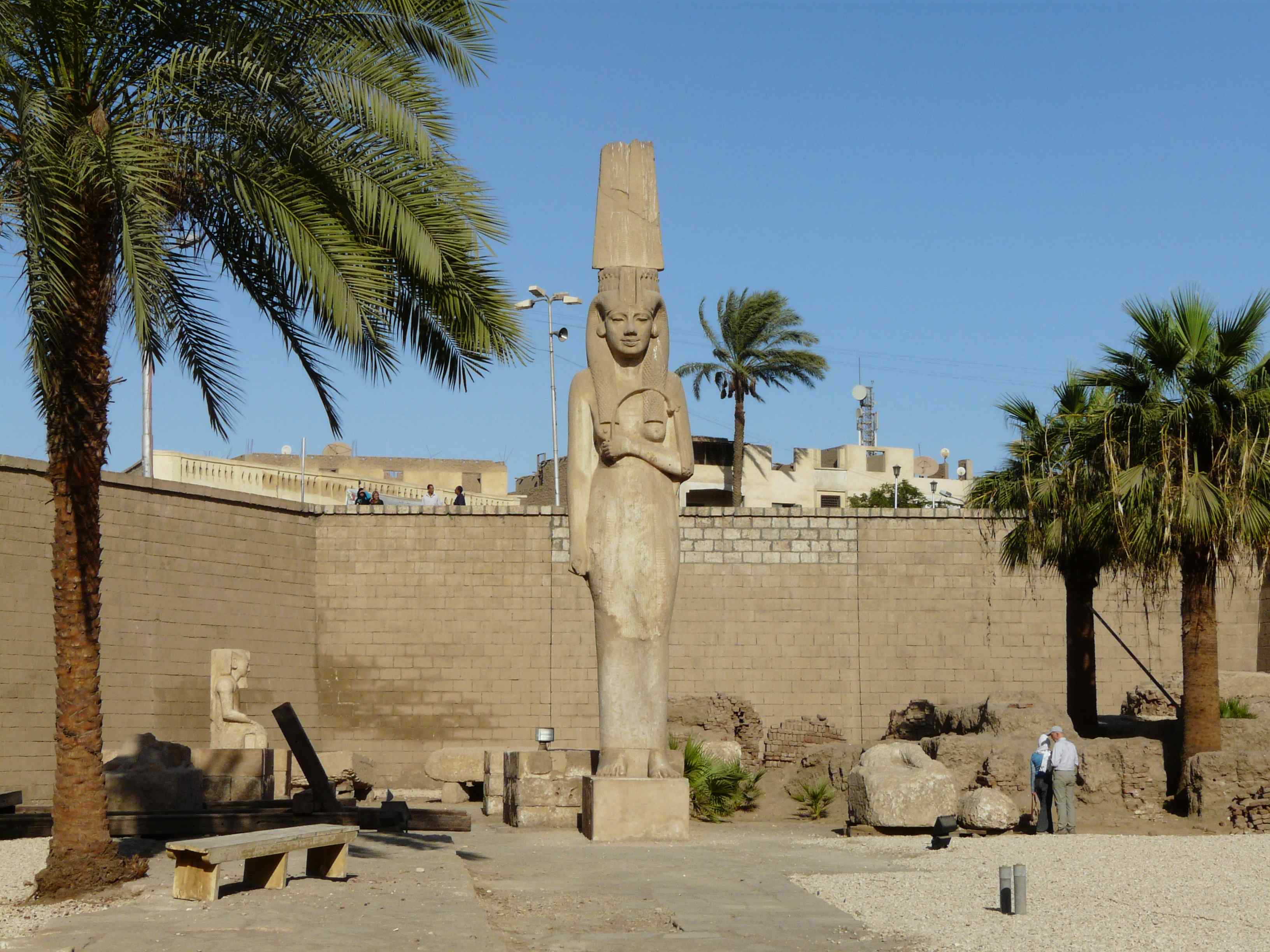
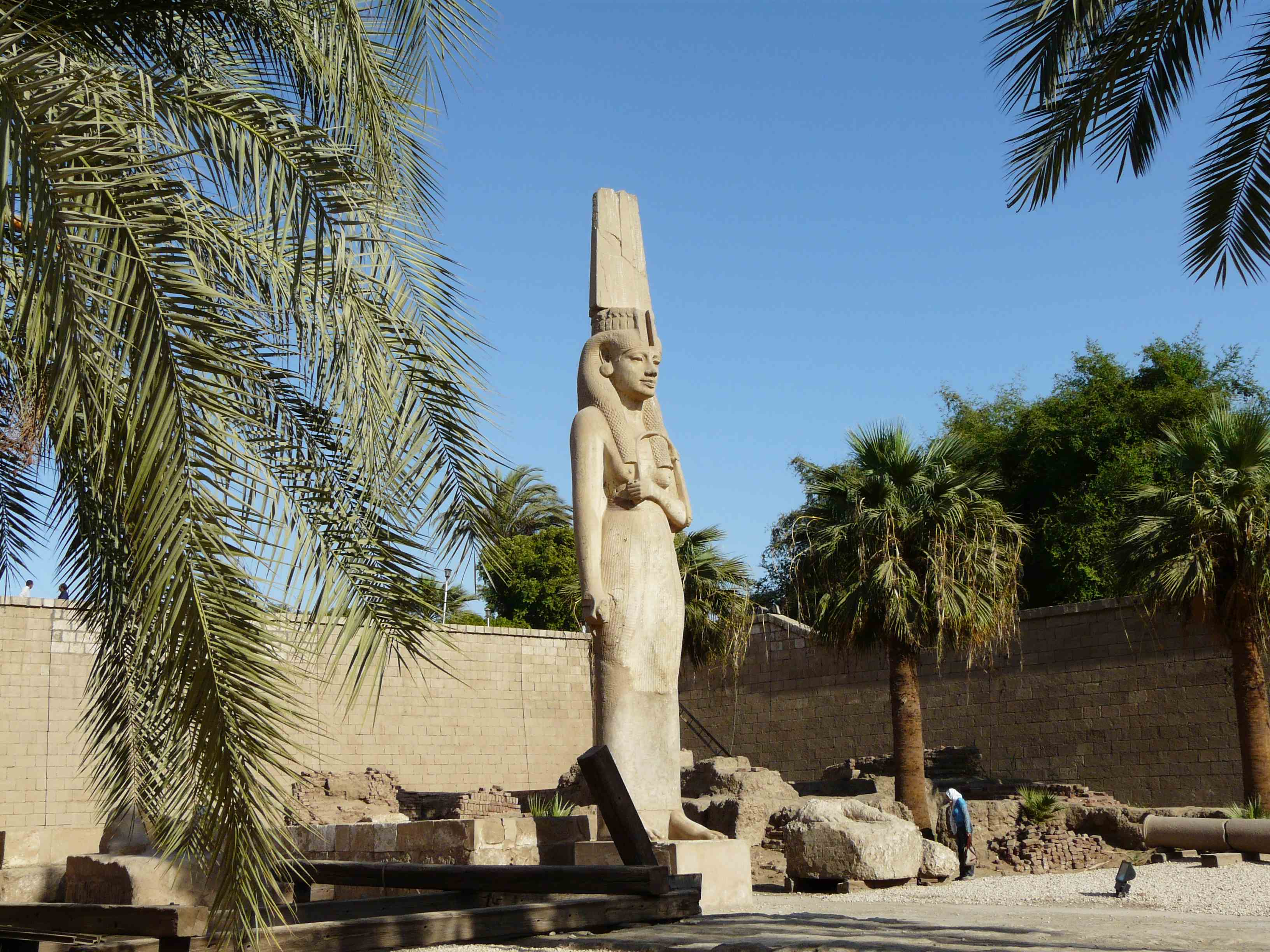
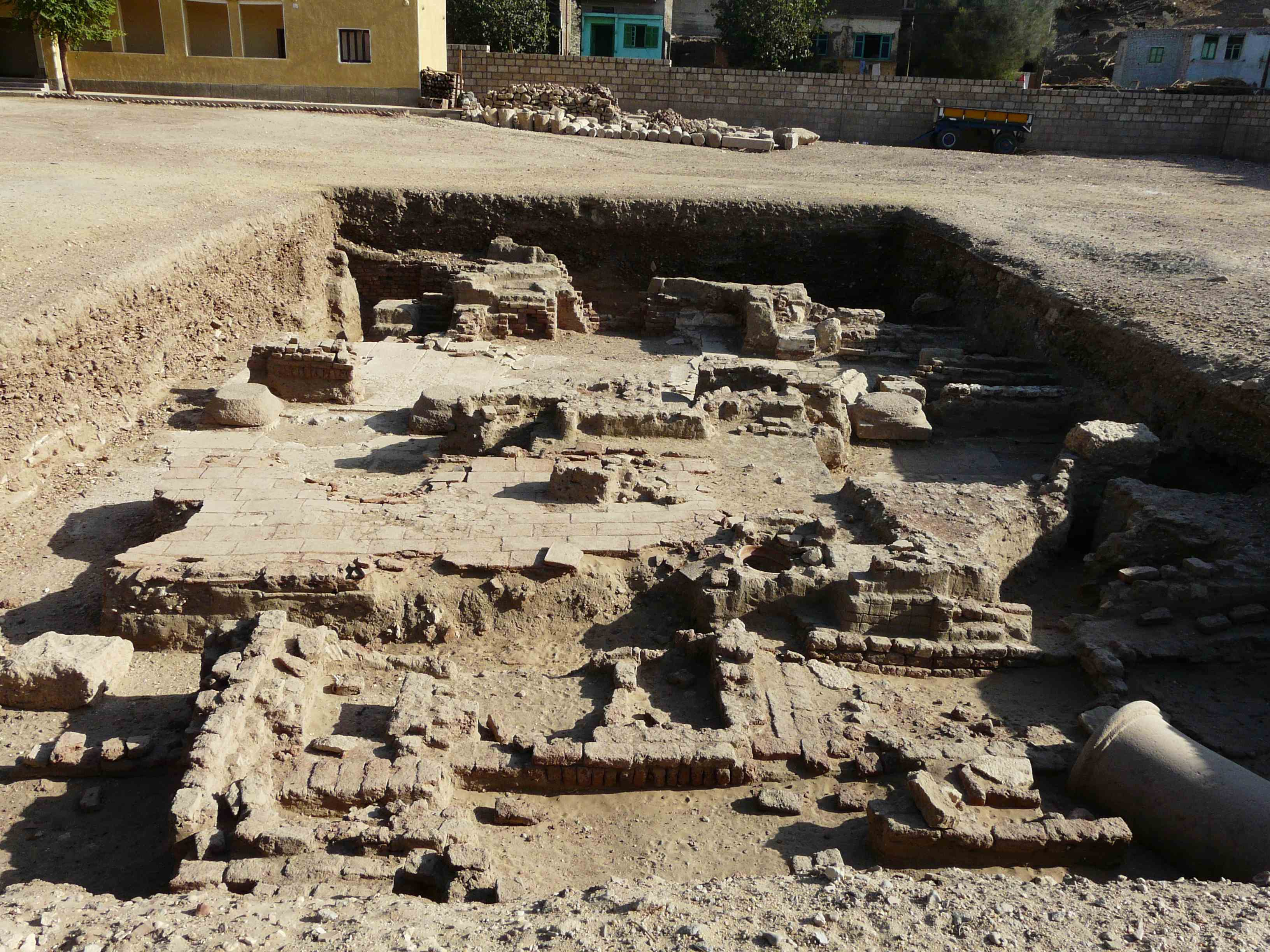
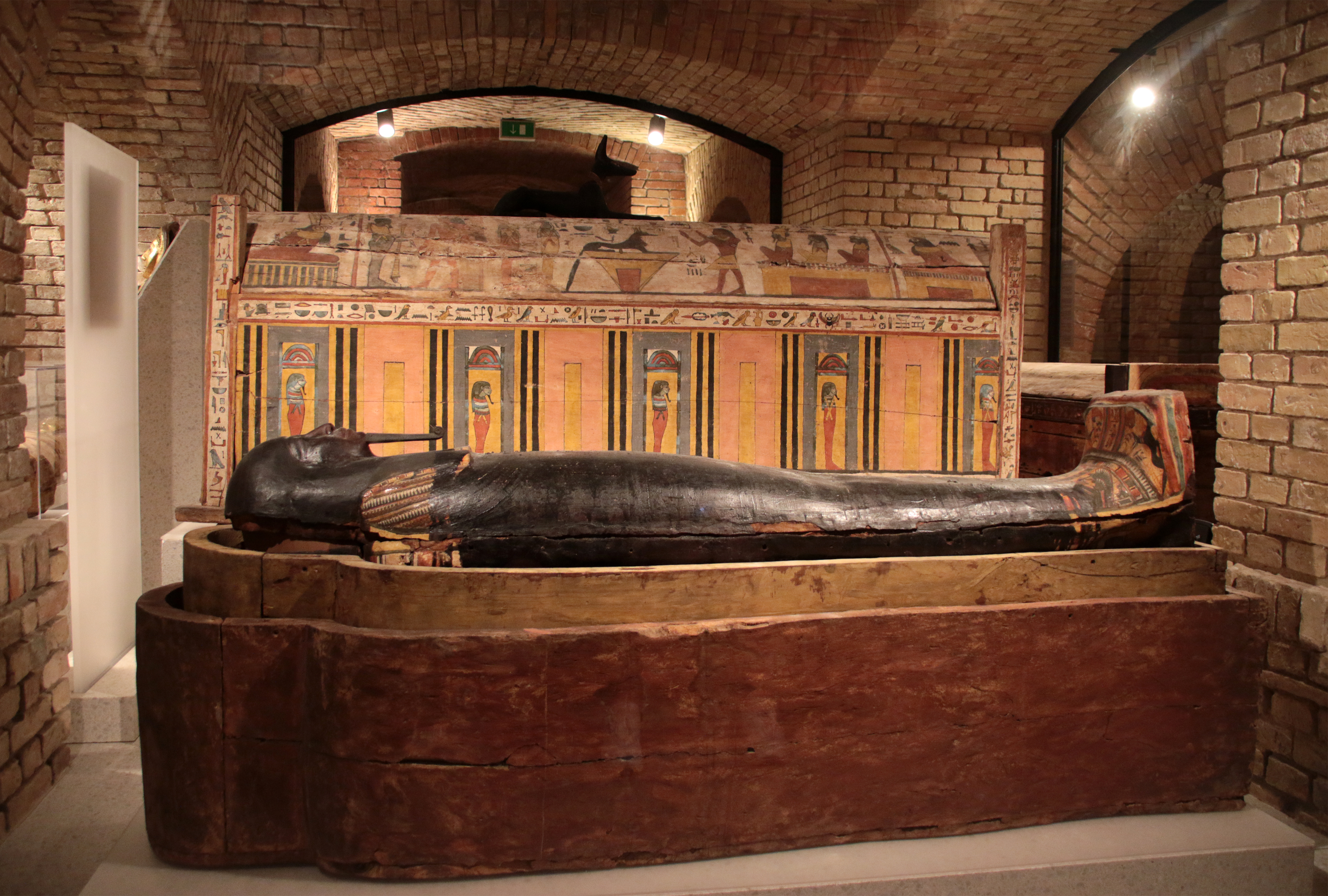
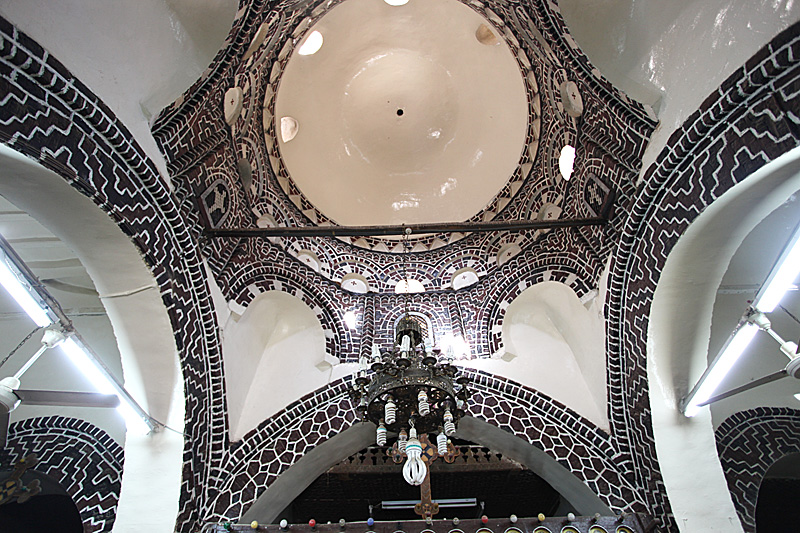
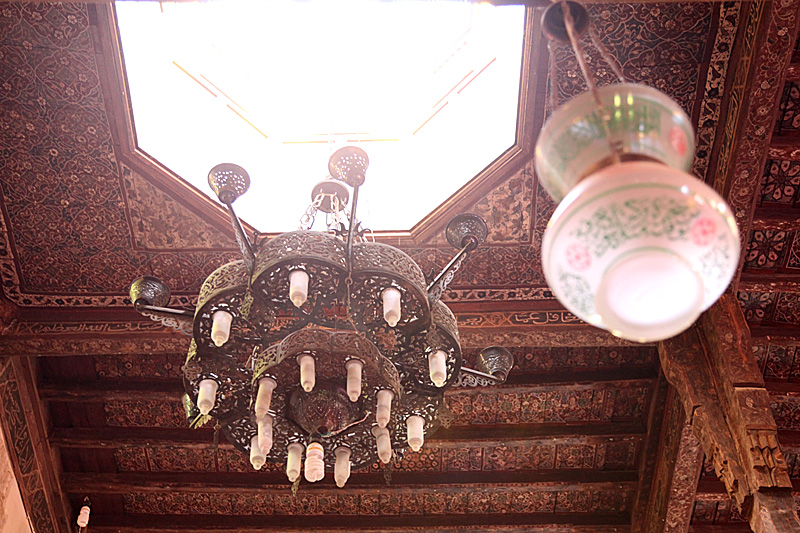
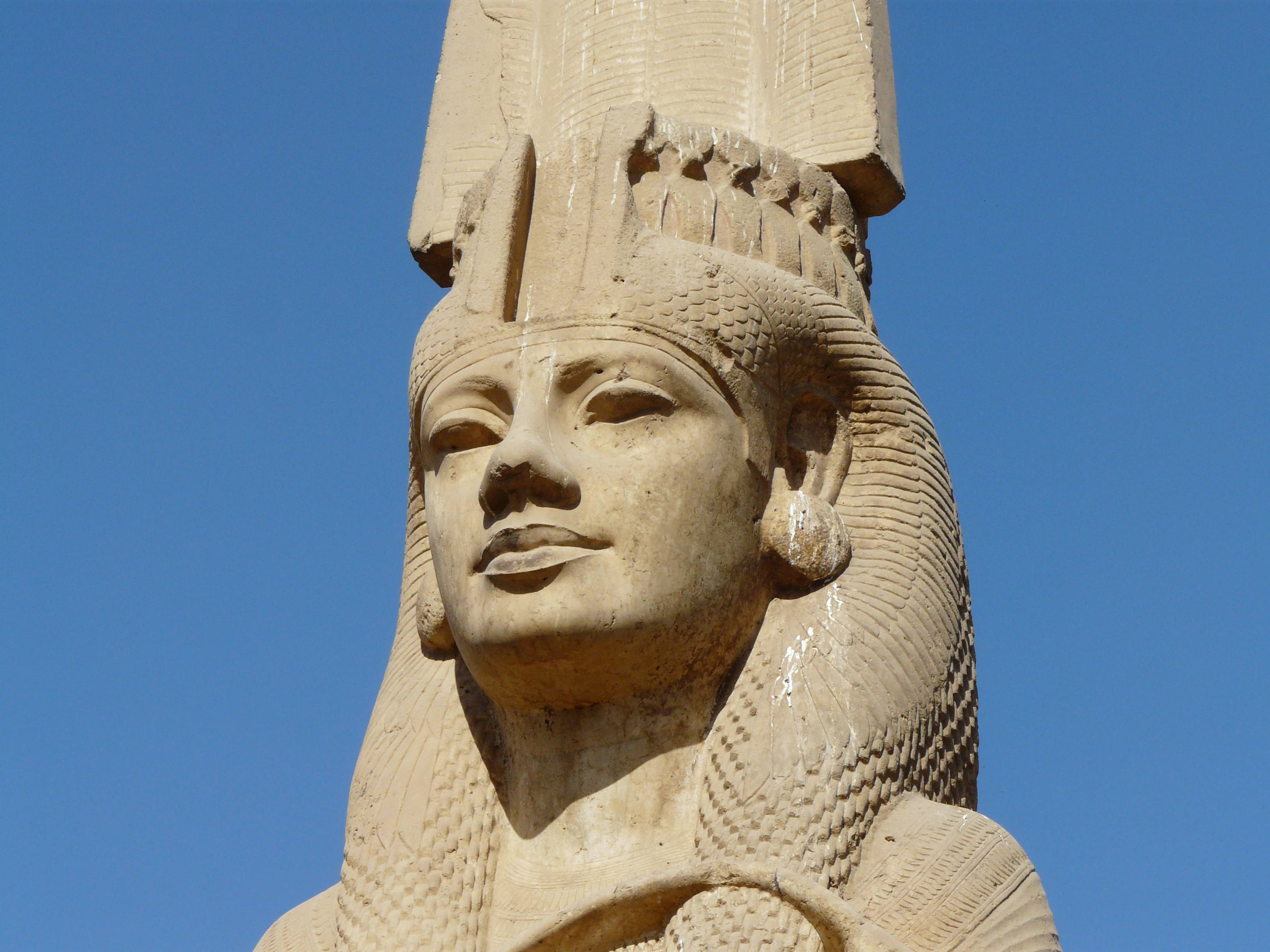
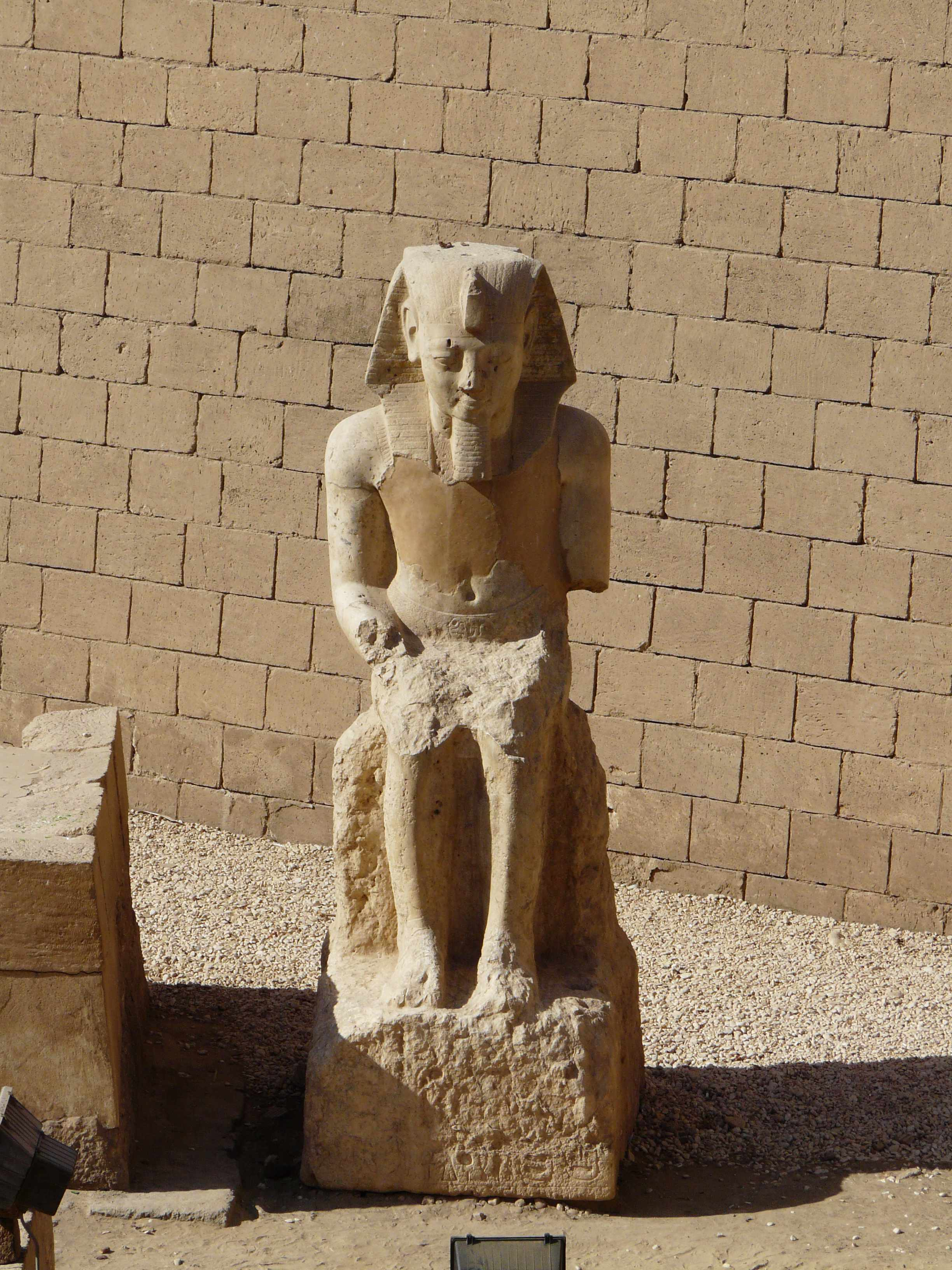
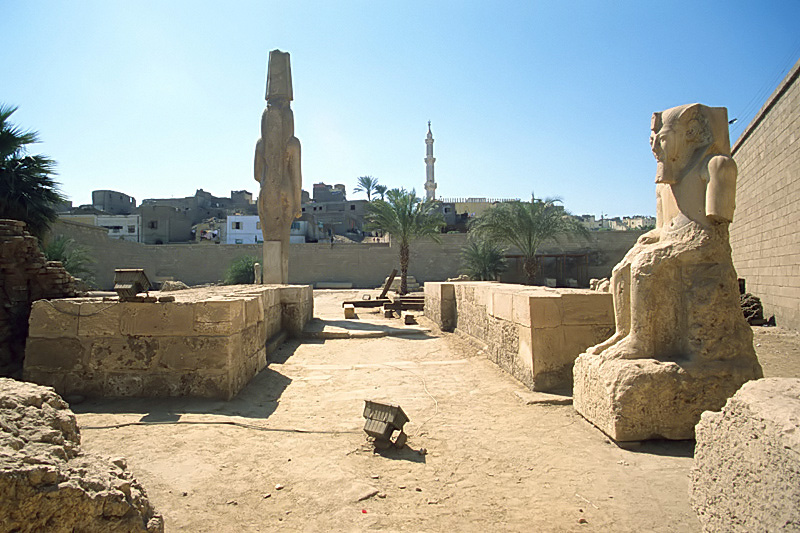